# Килдалки

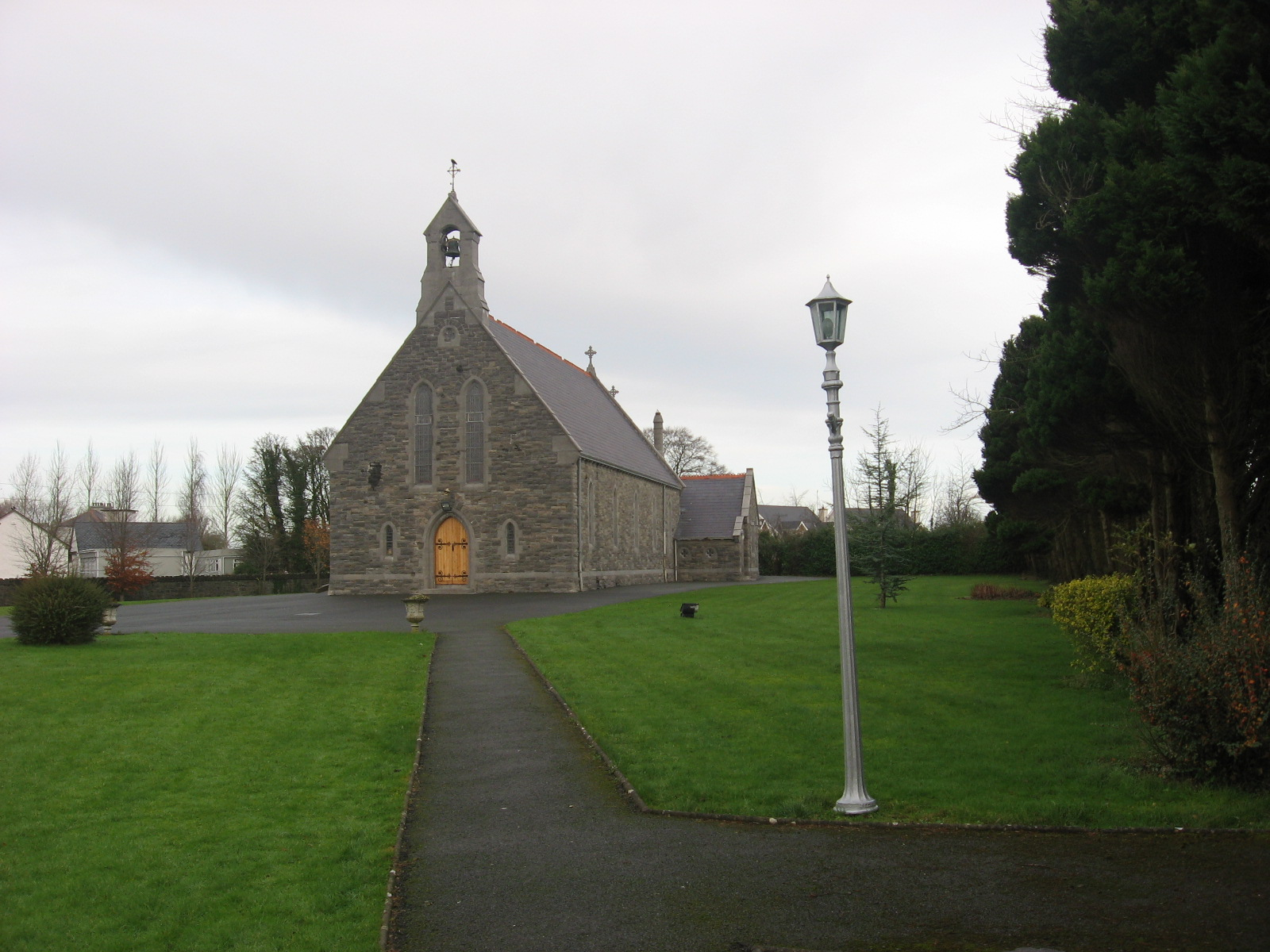
Церковь святого Думны

Килдалки (англ. Kildalkey; ирл. Cill Dealga) — деревня в Ирландии, находится в графстве Мит (провинция Ленстер). Монастырь, некогда располагавшийся в деревне, упоминается в Келлской книге.

## Демография
Население — 518 человек (по переписи 2006 года). В 2002 году население составляло 137 человек. 
Данные переписи 2006 года:
| Общие демографические показатели |               |                               |                               |      |      |
| Всё население                    | Всё население | Изменения населения 2002—2006 | Изменения населения 2002—2006 | 2006 | 2006 |
| 2002                             | 2006          | чел.                          | %                             | муж. | жен. |
| 137                              | 518           | 381                           | 278,1                         | 255  | 263  |